# Чачибая, Прокофий Давидович
Прокофий Давидович Чачибая (3 апреля 1901 год, село Гурдземи, Зугдидский уезд, Кутаисская губерния, Российская империя — дата смерти неизвестна) — заведующий сельским отделом Хобского района, Грузинская ССР. Герой Социалистического Труда (1949). Лишённый звания Героя Социалистического Труда в 1952 году. 

## Биография
Родился в 1901 году в крестьянской семье в селе Гудземи Зугдидского уезда (сегодня – Зугдидский муниципалитет). Окончил местную сельскую школу. Трудился в сельском хозяйстве. По окончании сельскохозяйственного института трудился на различных административных и хозяйственных должностях в сельском хозяйстве Хобского района. Участвовал в Великой Отечественной войне. Служил политруком. После демобилизации возвратился на родину. 
В послевоенное время возглавлял отдел сельского хозяйства Хобского райисполкома. Занимался восстановлением сельского хозяйства Хобского района. За выдающиеся трудовые достижения в 1947 году был награждён Орденом Ленина. 
Благодаря его организаторской деятельности сельскохозяйственные предприятия Хобского района за короткое время в годы Четвёртой пятилетки (1946 – 1950) достигли довоенного уровня по производству сельскохозяйственной продукции. В 1948 году урожай кукурузы в целом по району превысил плановый сбор на 16 %. Указом Президиума Верховного Совета СССР от 5 августа 1949 года удостоен звания Героя Социалистического Труда за «получение высоких урожаев кукурузы и табака в 1948 году» с вручением ордена Ленина и золотой медали «Серп и Молот» (№ 4216). 
Этим же Указом званием Героя Социалистического Труда были награждены первый секретарь райкома партии Михаил Алексеевич Сиордия, председатель Хобского райисполкома Валериан Григорьевич Латария и главный районный агроном Евсевий Александрович Иосава (все перечисленные лица лишены звания Героя Социалистического Труда в 1952 году) и звеньевая колхоза имени Ворошилова Хобского района Ольга Герасимовна Кантария. 
Постановлением Президиума Верховного Совета ССР от 5 марта 1952 года ранее принятое решение о присвоении звания Героя Социалистического Труда в его отношении было отменено в связи с необоснованными причинами представления к награждению. Это Постановление Президиума Верховного Совета СССР также отменило решение о присвоении звания Героя Социалистического Труда партийному и хозяйственному руководству Хобского района и нескольким труженикам различных колхозов этого же района. 
Дальнейшая судьба неизвестна.
Награды
- Орден Ленина
- Медаль «За оборону Кавказа» (01.05.1944).